# Rhinolophus philippinensis
Rhinolophus philippinensis is een vleermuis uit de familie hoefijzerneuzen (Rhinolophidae).

## Kenmerken
R. philippinensis is een middelgrote soort met enorme oren. De vorm van het neusblad kan voor de identificatie worden gebruikt. Sommige Australische exemplaren hebben een deels felgele vacht.

## Afmetingen
In onderstaande tabel zijn maten van R. philippinensis uit enkele gebieden opgenomen.
| Populatie                      | Aantal exemplaren | Kop-romplengte (mm) | Staartlengte (mm) | Voorarmlengte (mm) | Tibialengte (mm) | Achtervoetlengte (mm) | Oorlengte (mm) | Gewicht (g) |
| ------------------------------ | ----------------- | ------------------- | ----------------- | ------------------ | ---------------- | --------------------- | -------------- | ----------- |
| Kai-eilanden                   | 1                 | 55                  | 31                | 55,5               | 24               | -                     | 30             | -           |
| Mount Karimui                  | 1                 | 57                  | 34,3              | 54,8               | -                | 9,9                   | 30,4           | 10,3        |
| Australië (grote vorm)         | -                 | -                   | -                 | 53-59              | -                | -                     | 29-33          | -           |
| Australië (kleine vorm)        | -                 | -                   | -                 | 50-53              | -                | -                     | 25-27          | -           |
| Australië (beide vormen samen) | -                 | 54-60               | -                 | -                  | -                | -                     | -              | 8,5-15      |
| Celebes                        | 5                 | -                   | -                 | 52-54              | -                | -                     | 25-27          | -           |

## Verspreiding
Deze soort komt voor op Borneo, de Filipijnen, Celebes, de Kai-eilanden, Nieuw-Guinea en in Noordoost-Australië.
R. philippinensis is een vrij zeldzame soort. In de Filipijnen is de soort gevangen in laaglandregenwoud van 200 tot 1500 m hoogte op de eilanden Luzon, Mindanao, Mindoro, Negros en Panay. In de Molukken en op de eilanden rondom Nieuw-Guinea is de soort alleen gevangen op de Kai-eilanden. Er is slechts één exemplaar bekend uit Nieuw-Guinea, dat in 1984 bij Mount Karimui in Chimbu Province is gevangen.
De taxonomie van deze soort is op veel plaatsen onduidelijk. De soort Rhinolophus megaphyllus is zeer nauw verwant aan R. philippinensis en het is onduidelijk of beide soorten wel natuurlijke groepen vormen. De vorm uit Timor, Rhinolophus montanus, wordt tegenwoordig als een aparte soort gezien in plaats van als een ondersoort van R. philippinensis. In Australië komen twee vormen, een grotere en een kleinere, naast elkaar voor. Deze twee vertegenwoordigen mogelijk aparte soorten. Ook de taxonomie van de verschillende ondersoorten is onduidelijk. Naast R. philippinensis philippinensis (typelocatie Luzon) zijn er vijf ondersoorten beschreven: achilles Thomas 1900 uit de Kai-eilanden, alleni Lawrence, 1939 uit Mindoro, maros Tate & Archbold, 1939 uit Celebes, robertsi Tate, 1952 uit Queensland en sanborni Chasen, 1940 uit Borneo. Er is gesuggereerd dat deze zes namen drie (onder)soorten vertegenwoordigen: R. p. philippinensis in de Filipijnen, R. p. maros op Borneo, Celebes, delen van de Filipijnen, Nieuw-Guinea en Australië en R. p. achilles op de Kai-eilanden en in Australië. R. p. maros is dan de "kleine" Australische vorm en R. p. achilles de "grote" vorm. Anderen suggereren echter dat het beter is alle namen als aparte ondersoorten te erkennen tot de taxonomie van de groep diepgaand is verbeterd.

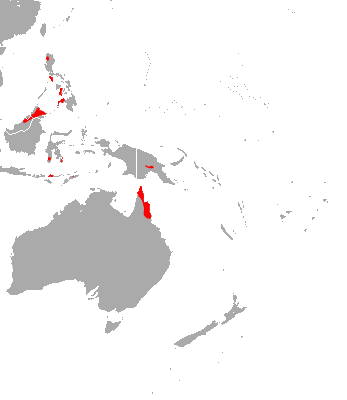
Verspreidingsgebied